# Five-paragraph essay
Five-paragraph essay（ファイブパラグラフエッセー、ファイブパラグラフエッセイ、5パラグラフエッセー、5パラグラフエッセイ、5段落エッセー、5段落エッセイ）は、エッセーや小論文の構造の名前である。その名の通り5つのパラグラフから構成され、典型的にはintroductory paragraph×1, body paragraphs×3, concluding paragraph×1といった構造をとる。Five-paragraph essayをフレームワークとしたライティングは、主に（米国の）初等教育の現場で採用されている。Five-paragraph essayは、hamburger essay, one three oneあるいはa three-tier essayとも呼ばれる。

## 概要
Five-paragraph essayは、その名の通り5つのパラグラフから構成され、典型的には以下の5つのパラグラフを構成要件とする。
- introductory paragraph ×1
- body paragraphs ×3（support（証拠、理由、具体例等）、development（展開等））
- concluding paragraph ×1

Five-paragraph essayをフレームワークとしたライティングは、主に（米国の）初等教育の現場で採用されている。Five-paragraph essayは、hamburger essay, one three oneあるいはa three-tier essayとも呼ばれる。

## Five-part essayの章立て
典型的には以下のような章立てを取る。
1. Introduction　（緒言）
テーマ、トピックの概要、及び 話題への導入、主張 / 主題の紹介
2. Body 1: Narration　（予告）
トピック,主張,主題に対し読者の関心を向けるような背景となる先行文献の紹介。あるいは、このエッセーの外観（overview）を示す;
3. Body 2: Affirmation （肯定）
主張を支持する証拠、引用の紹介 ;
4. Body 3: Negation（否定）
主張に不利な証拠を挙げ、「反論」または「譲歩」のいずれかを行う。
5. Conclusion （総括）
議論をまとめ、関連する問題やより大きな問題との関係を示す。

別の形態として、以下のような章立てをすることもある。
1. Introduction
2. Body paragraph 1
3. Body paragraph 2
4. Body paragraph 3
5. Conclusion

以下のような変形例もある:
```
Introduction:
Hook (3 sentences),
Connector (3 sentences),
Thesis
```

```
Body 1:
Topic sentence,
Evidence,
Analysis (1),
Analysis (2),
Analysis (3),
Transition,
Evidence 2,
Analysis (1),
Analysis (2),
Analysis (3),
Concluding sentence
```

```
Body 2:
Topic sentence,
Evidence,
Analysis (1),
Analysis (2),
Analysis (3),
Transition,
Evidence 2,
Analysis (1),
Analysis (2),
Analysis (3),
Concluding sentence
```

```
Body 3:
Topic sentence,
Evidence,
Analysis (1),
Analysis (2),
Analysis (3),
Transition,
Evidence 2,
Analysis (1),
Analysis (2),
Analysis (3),
Concluding sentence
```

```
Conclusion:
```